# Turbonilla excolpa
Turbonilla excolpa är en snäckart. Turbonilla excolpa ingår i släktet Turbonilla och familjen Pyramidellidae. Inga underarter finns listade i Catalogue of Life.